# Keith Reid

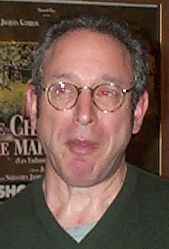
Keith Reid (1999)

Keith Stuart Brian Reid (* 19. Oktober 1946 in Welwyn Garden City, Hertfordshire; † 23. März 2023 in London) war ein britischer Songtexter. Er war bis 2007 festes Bandmitglied der Rockgruppe Procol Harum.

## Leben und Werk
Keith Reid wuchs in London auf und verließ früh die Schule. 1966 traf er Gary Brooker, mit dem er die meisten der Songs von Procol Harum schrieb.
Sein größter Erfolg war A Whiter Shade of Pale (1967), den er zusammen mit Gary Brooker und Matthew Fisher schrieb. Sämtliche Texte von Procol Harum, mit Ausnahme des Albums Novum (2017), stammten aus seiner Feder. Auf der Bühne war Reid sehr selten zu sehen, in Deutschland zuletzt im Oktober 1972.
Reid schrieb auch Texte für Robin Trower, Frankie Miller, Peter Frampton, John Waite, Gary Brooker und Chris Thompson. Das Debüt-Album des französischen Sängers Michel Polnareff (1966) enthält zwei seiner Texte, außerdem war Reid Mitautor des Textes von John Farnhams Hit You’re the Voice (1986).
1986 übernahm er das Management von Mickey Jupp und Frankie Miller. 1998 veröffentlichte er das Buch My Own Choice. Im August 2008 kam eine CD namens The Keith Reid Project heraus, die verschiedene Musiker einspielten, unter anderem Southside Johnny, Chris Thompson, John Waite und Michael Saxell.
Reid starb am 23. März 2023 im Alter von 76 Jahren.